# Size exclusionchromatografie
Size exclusion chromatografie of gelchromatografie is een methode om de samenstelling van een monster te bepalen waarbij een stof op basis van de grootte van het molecuul wordt geïdentificeerd.
Size exclusion chromatografie wordt met name toegepast om hoog moleculaire stoffen (stoffen met een hoge molecuulmassa) op grootte te scheiden. De pakking voor size exclusion chromatografie bestaat uit kleine (~10 micrometer) silica- of polymeerdeeltjes die een netwerk van poriën bevatten waar componenten door middel van diffusie in kunnen worden vertraagd. Met behulp van deze moleculaire zeef kunnen moleculen tijdens een chromatografische scheiding op grootte worden geselecteerd.
De gemiddelde tijd dat een component zich in de porie bevindt hangt af van de grootte van het molecuul. Moleculen die groter zijn de gemiddelde poriegrootte van de pakking kunnen niet door de porie en zullen daarom niet worden vertraagd. Deze deeltjes zullen als eerste worden gescheiden en hebben in essentie geen retentie ondervonden van het kolommateriaal omdat ze te groot zijn. Moleculen met een significant kleinere diameter dan de gemiddelde poriediameter kunnen door het gehele netwerk van poriën en zullen in de regel de grootste retentietijd hebben. Tussen deze twee extremen zijn er moleculen die ten opzichte van de gemiddelde porie grootte een gemiddelde diameter hebben en niet in alle poriën kunnen. Binnen deze laatste groep kan fractionering optreden, wat direct is gerelateerd aan de molecuulgrootte en in sommige gevallen de vorm van het molecuul.
Belangrijk is om te zien dat size exclusion chromatografie verschillend is ten opzichte van andere chromatografische methoden omdat er geen fysische of chemische interactie is tussen de componenten en de stationaire fase.

## Kolom pakkingen
Voor size exclusion chromatografie zijn twee typen kolompakkingen van belang; polymeerdeeltjes en op silica gebaseerde deeltjes. Silicadeeltjes hebben het grote voordeel dat ze een grotere stijfheid bezitten wat zorgt voor het gemakkelijk pakken van een kolom. Een voorbeeld van een op polymeer gebaseerd kolommateriaal is Sephadex. Sephadex bestaat uit gecrosslinkte dextrandeeltjes.

## Theorie
Het totale volume Vt van een kolom gepakt met poreus polymeer of silicagel wordt gegeven door Vt=Vg+Vi+Vo.
Vg is het volume dat is ingenomen door de vaste matrix (polymeer of silica), Vi is het volume oplosmiddel dat in de poriën zit en Vo is het vrije volume buiten de kolompakking.
.
In het vrije volume Vo zijn de grootste moleculen oververtegenwoordigd, omdat zij niet in staat zijn de (meeste) poriën van de korrels van de kolompakking binnen te dringen. Zij worden dus makkelijker meegevoerd met de hoofdstroom. Het omgekeerde geldt voor de kleinste moleculen. Deze kunnen de meeste poriën passeren en dringen dieper door in de korrels van de kolompakking. Hoewel de uitwisseling tussen Vi en Vo dynamisch is, verblijven de kleinste moleculen dus korter in Vo dan de grootste moleculen en daardoor arriveren ze later bij het einde van de kolom.

## Praktijkvoorbeeld size exclusiechromatografie
Een voorbeeld waarbij een monster kan worden gescheiden met behulp van size exclusiechromatografie is een mengsel van het geel gekleurde eiwit cytochroom c (M = 13 kD) met het blauw gekleurd polysacharide blue dextran (M = 2 MD). Zoals te zien aan de molecuulmassa van beide stoffen, verschillen deze aanzienlijk in grootte van elkaar. Om deze stoffen van elkaar te scheiden zal er eerst een kolom worden bereid. Een glazen kolom (lengte = 30 cm en diameter = 2 cm) is tot 5 cm onder de rand gevuld met Sephadex G-75 gel, wanneer het monster is opgebracht zal deze met het eluens dat boven op het kolommateriaal zit elueren (scheiden). Na verloop van tijd zal het groene monster worden gescheiden in een gele en in een blauwe band. Deze kunnen onder aan de kolom gefractioneerd worden opgevangen. Als eerste zal de blue dextran elueren omdat relatief weinig retentie heeft ondervonden van het kolommateriaal, als tweede zal cytochroom c elueren omdat deze relatief veel retentie heeft ondervonden van het kolommateriaal.